# Vittorio Gasparini
Vittorio Gasparini (Ambivere, 30 luglio 1913 – Milano, 10 agosto 1944) è stato un partigiano italiano.
Cattolico e dirigente industriale, entrò nel fronte clandestino di resistenza e scoperto, venne fucilato in Piazzale Loreto. Fu in seguito insignito della Medaglia d'oro al valor militare.

## La formazione
Crebbe ad Albino, in provincia di Bergamo, dall'età di sei anni. Diplomatosi all'Istituto Tecnico Commerciale a Bergamo, vi si trasferì nel 1932. Iscritto alla Facoltà di Economia e Commercio dell'Università Cà Foscari di Venezia, nel 1934 si iscrisse al circolo di Bergamo della Federazione Universitari Cattolici Italiani (F.U.C.I.) e nel 1935 al Movimento Laureati Cattolici. Fra questi intellettuali cattolici, una minoranza rispetto ai Gruppi Universitari Fascisti, trovò nel vescovo di Bergamo mons. Adriano Bernareggi una guida e un sostegno.
La posizione di questa parte del mondo cattolico è stata definita di “afascismo”, categoria introdotta nella storiografia da Renato Moro, «di presa di distanza dal fascismo stesso senza che ciò si traducesse necessariamente in una opposizione esplicita», come era stata quella di Luigi Sturzo ed Alcide De Gasperi, non sostenuta da papa Pio XI.
Questa posizione non impedì ai fascisti, la sera del 3 agosto 1938, di devastare la sede della F.U.C.I. di Bergamo e di imbrattare la residenza del vescovo.

## L'azione
Vittorio Gasparini, capitano di complemento degli Alpini e dirigente industriale, coniugato con Ernestina Marconi nel 1940, padre di Angiola nel 1941, il secondogenito Pietro nascerà due anni dopo, entrò nel 1941 nella direzione amministrativa dello stabilimento di Colleferro (Roma) del complesso industriale chimico Bombrini Parodi Delfino (B.P.D.) e per questo fu esonerato dalla chiamata alle armi.
A Roma rimase in contatto con i laureati cattolici e conobbe Paolo Bonomi, altro dirigente amministrativo della B.P.D. e comandante del raggruppamento bande partigiane di Colleferro Carpineto, poi medaglia di bronzo al valor militare, partecipe delle riunioni clandestine che, con Alcide De Gasperi, alla fine del 1942 e all'inizio del 1943, portarono alla stesura delle Idee ricostruttive della Democrazia Cristiana. Vittorio Gasparini così «fu partecipe» (“Il popolo”, 10 agosto 1945) dell'attività della Democrazia Cristiana romana.
Dopo l'armistizio dell'8 settembre 1943 «si prestava volontariamente a cooperare con il fronte clandestino di resistenza nella Marina Militare (dalla motivazione della Medaglia d'oro al valor militare), collaborando con il Servizio informazioni clandestino e con il Servizio Strategico (OSS) della 5ª Armata Americana. Nel gennaio 1944 si trasferì in Alta Italia, da aprile in veste di dirigente dello stabilimento B.P.D. di Montichiari (Brescia), «come copertura della sua attività clandestina a Milano in «Piazza Fiume». Qui era posto un centro radio, con un apparecchio trasportatovi da Roma, per segnalazioni sull'attività tedesca e sulla produzione industriale bellica a favore degli occupanti e per collegare cellule partigiane del Nord Italia. In questa zona Gasparini compì numerosi viaggi, soprattutto per raccogliere fondi per la resistenza, avendo a disposizione una Fiat e documenti procurati, per lui e per un collaboratore, dottor Beltrami, da un altro dirigente della B.P.D., l'ing. Giovanni “Nino” Cecchini, appartenente alle Fiamme Verdi.
Nella terza decade di maggio, il centro radio clandestino di Gasparini fu localizzato, lui arrestato a Montichiari, il collaboratore ing. Bellini a Brescia; Cecchini il 30 maggio a Milano.

## La passione

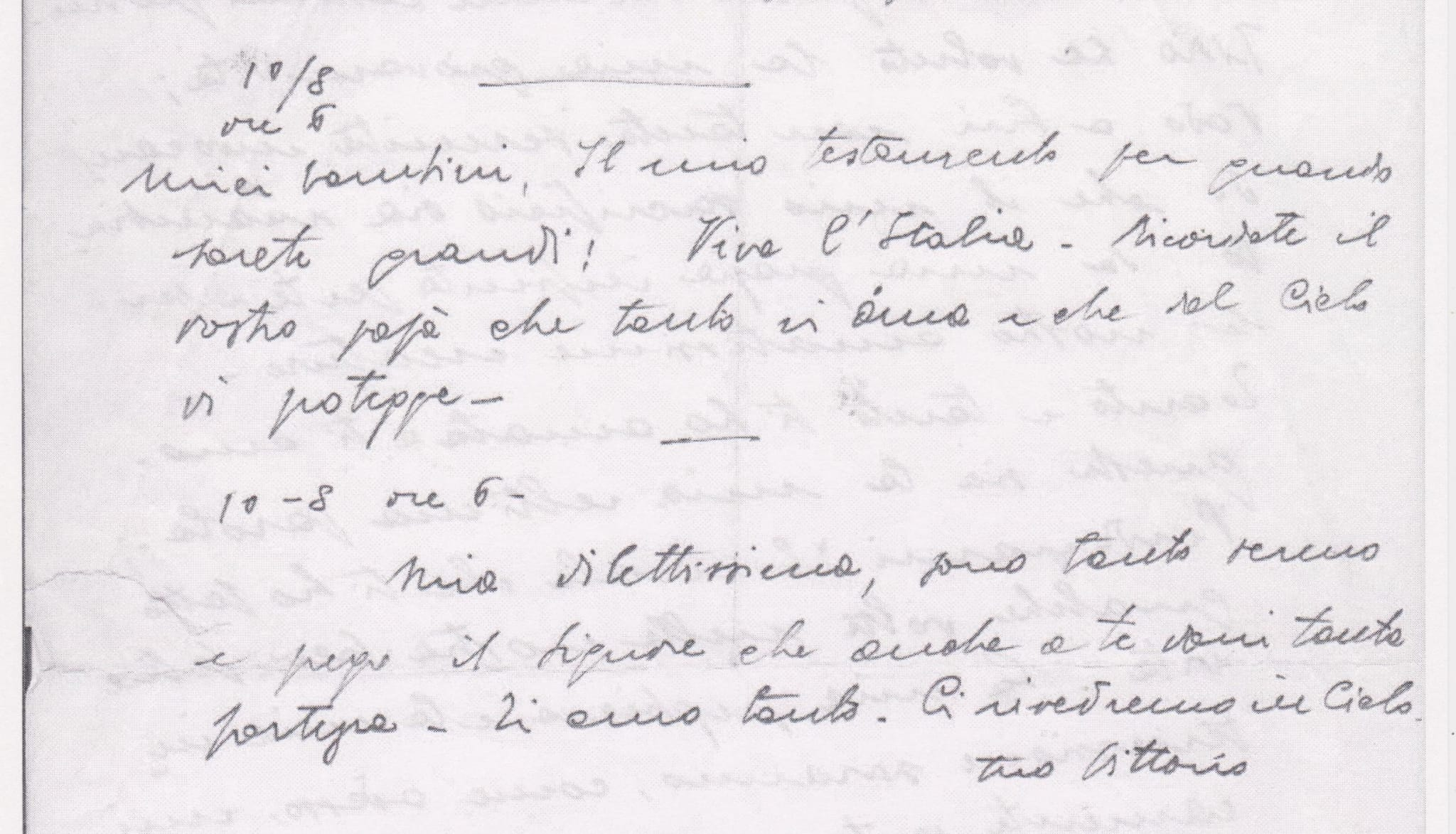
I bigliettini di saluto, alla figlia, al figlio e alla moglie, da parte di Vittorio Gasparini all'alba del giorno in cui è stato fucilato

Nel carcere milanese di San Vittore, per una settimana, Gasparini fu sottoposto al digiuno totale. Quindi, forse a seguito di minacce di ritorsioni sui familiari, si assunse ogni responsabilità per il centro radio, scagionando Nino Cecchini. Questi, per altro, dopo violenti interrogatori che ne minarono il fisico, fu scarcerato alla fine di luglio.
Gasparini, affetto da febbri, fu trasferito nell'infermeria del carcere, a fianco del giornalista Indro Montanelli. La moglie Ernestina, corrompendo una guardia, riuscì a comunicare con lui e a parlargli. Gasparini si fece portare la Bibbia e l'Imitazione di Cristo. Forze esterne si preparavano a farlo uscire dal carcere. Per sollecitazioni del generale Graziani e del card. Schuster, con l'intervento dell'ambiguo doppiogiochista “dottor Ugo”, Luca Osteria, il 1º agosto Montanelli uscì dal carcere.
Il 10 agosto, dopo un attentato avvenuto due giorni prima in viale degli Abruzzi, i tedeschi procedettero alla fucilazione di quindici esponenti della resistenza antifascista. Poco dopo le 4.30 del mattino Vittorio Gasparini ebbe il tempo di scrivere a matita bigliettini di addio. Si affida a «Dio misericordioso»; il breve saluto ai figli riporta l'ora, le 6 del mattino, in cui si alzerà il suo grido: «Viva l'Italia».
I corpi dei Quindici fucilati a Piazzale Loreto, che da quel giorno per Milano fu luogo simbolo della Resistenza e dell'Antifascismo, furono esposti fino al tardo pomeriggio.

## La memoria
La morte dei Quindici a Piazzale Loreto fu celebrata da poeti come Alfonso Gatto, nel dicembre 1944, Salvatore Quasimodo nell'agosto 1952, Franco Loi, che, adolescente, era stato testimone della strage, nel 1970-1971.
A Vittorio Gasparini hanno dedicato una via i comuni di Albino, Ambivere, Bergamo e Dalmine, che ne ricordano periodicamente la figura. Nel 2011 la ricostituita Sezione ANPI di Albino è stata a lui intitolata, insieme con Ercole Piacentini, esponente dell'altro grande movimento culturale e politico, i cui rappresentanti caddero a Piazzale Loreto e che fondò la Costituzione Italiana, quello comunista. Nell'ottobre 2012 la Sezione ANPI di Albino ha pubblicato un primo libro di Memorie partigiane, Vittorio Gasparini, cattolico, seppe resistere, edizioni Tera Mata.